# Lilly Jansen
Lilly Carla Jansen (28. november 1889 i København – 26. juni 1963) var en dansk skuespiller.
Allerede som barn debuterede Lily Jansen som skuespiller på film hos Nordisk Film i 1908, i hvilket år hun medvirkede i mindst fem film. Hun fortsatte filmarbejdet i 1912, hvor hendes roller efterhånden blev større. Frem til 1924 var hun ansat hos forskellige filmselskaber, hvoraf Filmfabrikken Skandinavien stod for størstedelen af hendes film. Af kendte partier kan nævnes rollen som Agnete i Elverhøj fra 1917.
Efter medvirken i mindst 25 stumfilm trak hun sig tilbage i 1924 efter giftermål med en kontorchef Peder Jørgensen fra Fyens Stifts Sparekasse.

## Udvalgt filmografi
- Urmagerens Bryllup (1908)
- Peters Held (1908)
- Lille Hanne (1908)
- Karneval (1908)
- Gennem Livets Skole (1908)
- Den kvindelige Spion fra Balkan (1912)
- Gud raader (1912)
- Borgens Hemmelighed (1913)
- Den moderne Messalina (1914)
- En Dæmon fra Skovene (1915)
- Karfunkeldronningen (1916)
- Mysteriet Blackville (1917)
- Elverhøj (1917)
- Taksameterkuskens Døtre (1917)
- Hans Kones Mand (1922)